# Megacera acuminata
Megacera acuminata là một loài bọ cánh cứng trong họ Cerambycidae.